# Dubno
Dubno (ukrainska: Дубно uttal (fil)) är en stad i Rivne oblast i Ukraina med omkring 37 000 invånare. Folkmängden uppgick till 38 011 invånare i början av 2012.
Dubno har en järnvägsstation och genom Dubno går två Europavägar, E40 och E85. I staden finns ett landsbygdsmuseum, ett slott, furstarna Ostrogskis palats, Ljubomirskijpalatset och andra arkitekturminnesmärken. Staden omnämns för första gången år 1100.